# Edmond Slade
Sir Edmond John Warre Slade (20 marzo 1859 – 20 gennaio 1928) è stato un ammiraglio inglese.

## Biografia
Era il figlio del reverendo George Fitzclarence Slade, figlio del generale John Slade, e di sua moglie, Eleonor Frances Warre.

## Carriera
Entrò nella Royal Navy nel 1872. Fu nominato come cadetto sul HMS Northumberland nel 1874. Venne promosso a sottotenente nel 1878, tenente nel 1879 e comandante nel 1894, comandò la HMS Niger, stazionata sul Danubio per rappresentare la Gran Bretagna nella Commissione del Danubio nel gennaio 1895.
Nel 1898 comandò HMS Algerine in Cina. Promosso capitano nel dicembre 1899, comandò l'incrociatore HMS Diana nel mar Mediterraneo nell'aprile 1902. Venne nominato comandante della Royal Naval War College nel 1904 e direttore del Naval Intelligence nel 1907.
Promosso a contrammiraglio nel 1908, rappresentò l'Ammiragliato alla London Naval Conference (dicembre 1908-febbraio 1909). Egli divenne comandante in capo dell'East Indies Station nel 1909.
Nel 1913 fu inviato da Winston Churchill per indagare l'acquisto di una partecipazione del 51% nella Anglo-Persian Oil Company. La spedizione ha dato una relazione positiva e il governo britannico ha acquistato una partecipazione del 51% nella Anglo-Persian Oil Company, appena prima dello scoppio della prima guerra mondiale. Come parte dell'accordo il governo aveva il diritto di nominare due registi e Slade si è trasformato in uno di questi, carica che mantenne fino alla sua morte.
Si ritirò dalla marina con il grado di ammiraglio il 1 settembre 1917.

## Matrimonio
Sposò, il 26 ottobre 1887, Florence Madelene Saunders (?-11 luglio 1931), figlia di James Carr Saunders. Ebbero due figlie:
- Rhona (?-7 aprile 1938)
- Madeline (22 novembre 1892-20 luglio 1982)[4]